# Didilia Corona
Didilia Corona est une corona, formation géologique en forme de couronne, située sur la planète Vénus par 19° N et 38° E. Elle est localisée dans le quadrangle de Mead. Elle a été nommée en référence à Didilia, déesse slave de la naissance. 

## Géographie et géologie
Didilia Corona couvre une surface circulaire d'environ 320 km de diamètre. 